# Ćelijski rast
Termin ćelijski rast se koristi u kontekstu ćelijskog razvića i ćelijske deobe (reprodukcije). Kad se koristi u kontekstu ćelijske deobe, on se se odnosi na rast ćelijskih populacija, gde jedna ćelija ("ćelija majka") raste i deli se da bi se formirale dve "ćelije ćerke" (M faza). Kas se koristi u kontekstu ćelijskog razvića, termin se odnosi na povećanje citoplazmične i organelske zapremine (G1 faza), kao i na povećanje količine genetičkog materijala (G2 faza) nakon replikacije tokom S faze.

## Ćelijske populacije
Ćelijske populacije prolaze kroz specifični tip eksponencijalnog rasta koji se naziva udvostručavanje. Drugim rečima, svaka generacija ćelija je dva puta brojnija od prethodne generacije. U praksi, međutim, broj generacija je samo indikator maksimalnog broja ćelija, pošto sve ćelije ne prežive u svakoj generaciji.

## Literatura
- Morgan DO. (2007) "The Cell Cycle: Principles of Control" London: New Science Press.

## Spoljašnje veze
- A comparison of generational and exponential models of cell population growth Архивирано на веб-сајту  (15. јануар 2020)
- Local Growth in an Array of Disks Wolfram Demonstrations Project.